# Hotel Lürzerhof

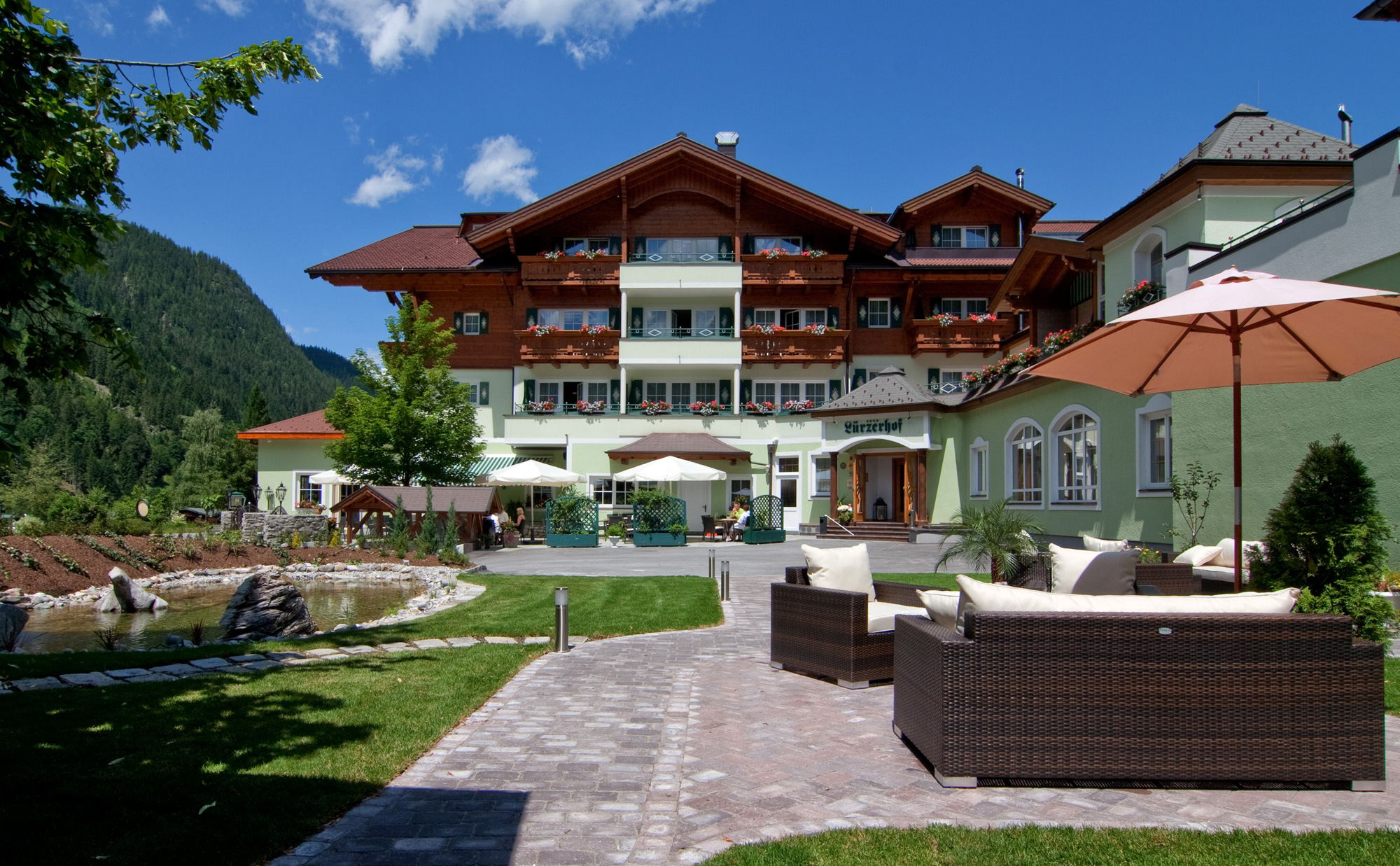
Hotel Lürzerhof 2011

Das Hotel Lürzerhof ist ein Gaststättenbetrieb der Vier-Stern-Kategorie in Untertauern im Südosten des österreichischen Bundeslandes Salzburg. Der frühere Gasthof ist in einem Gebäude untergebracht, das ins 14. Jahrhundert zurückgeht. Heute wird der Betrieb als Wellnesshotel geführt.

## Lage
Das Hotel liegt an der Nordseite des Radstädter Tauernpasses in der Gemeinde Untertauern auf genau 1000 m ü. A. und gehört zur Tourismusregion Obertauern. Der Radstädter Tauernpass war seit jeher eine wichtige Nord-Süd-Verbindung.

## Geschichte

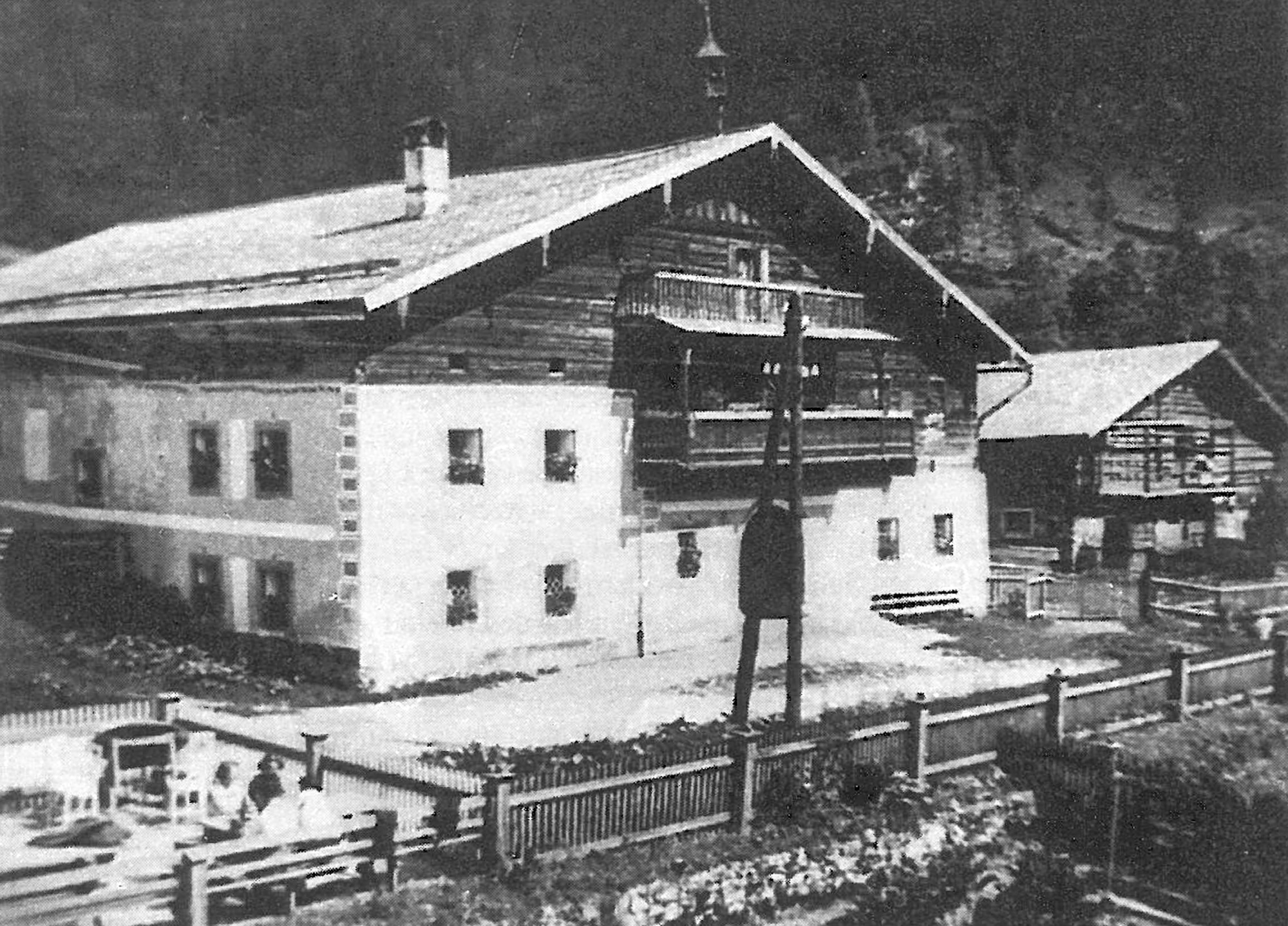
Der Lürzerhof um 1925

Das Haus ist erstmals im 14. Jahrhundert nachgewiesen; Anfang des 20. Jahrhunderts wurde es zum Gasthof ausgebaut. Mit dem aufstrebenden Skitourismus in Obertauern wurde auch der Lürzerhof immer wieder erweitert und modernisiert. 1998 wurde das Hotel um ein Hallenbad erweitert. Im Jahr 2002 wurde das Gebäude bis zum Erdgeschoß abgerissen und neu aufgebaut. 2008 kam nach einjähriger Bauzeit der Wellnessbereich hinzu. Der letzte Umbau fand im Jahre 2011 statt, wobei die Hotelbar, ein Restaurant sowie Foyer und Wirtschaftsräume neu gestaltet wurden. Rechtlich ist der Familienbetrieb als GmbH organisiert.

## Ausstattung
Das Hotel bietet 38 Zimmer und Suiten, mehrere Restaurantbereiche und eine Bar. Zur Ausstattung gehören außerdem zwei Seminarräume und eine Tiefgarage. Der Wellnessbereich umfasst Saunen und Dampfbäder, einen Fitnessraum, ein Hallenbad und einen beheizten Außenpool.

## Auszeichnungen
Das Wellnesshotel Lürzerhof erhielt mehrere Auszeichnungen, darunter:
- Relax Guide – 2 Lilien
- Österreichisches Umweltzeichen – 2009